# António Teles da Silva Caminha e Meneses
Antônio Teles da Silva Caminha e Meneses, primeiro e único Visconde com Grandeza e Marquês de Resende, CvHDM • GCTE • GCC • GCNSC (Torres Vedras, 22 de setembro de 1790 – Lisboa, 8 de abril de 1875) foi um nobre português.
Filho de Fernando Teles da Silva Caminha e Meneses, 3.° Marquês de Penalva e 7.° Conde de Tarouca, e de D. Joana de Almeida, filha de D. Luís de Almeida Portugal Soares de Alarcão d'Eça Melo e Silva Mascarenhas, 2.° Marquês de Lavradio e 5.° Conde de Avintes, vice-rei do Brasil de 1769 a 1779. O Marquês de Resende casou-se em 1800 com Fanny Hélèbe Le Roi.
Aderiu à independência do Brasil, passando a servir como embaixador em Viena, Paris e Moscou.
Era Grã-Cruz da Imperial Ordem da Rosa, da Ordem Militar de Cristo, da Ordem Militar da Torre e Espada, do Valor, Lealdade e Mérito e da Ordem de Nossa Senhora da Conceição de Vila Viçosa, além de Cavaleiro de Honra e Devoção da Ordem Soberana e Militar de Malta.